# Tinto Brass
Giovanni Tinto Brass (Milà, 26 de març de 1933) és un director de cinema italià. Després d'iniciar-se en cinema com a col·laborador de la Cinémathèque Française i ajudant de Joris Ivens, Alberto Cavalcanti i Roberto Rossellini, va desenvolupar durant els anys 1960 i 1970 un estil summament personal i avantguardista, que li portaria en els anys 1980 a realitzar un cinema directament provocador, entre la pornografia i el esteticisme. Fascinat amb l'erotisme, va filmar nombroses obres intimistes, amb una fotografia veloç, plena de travellings, muntatge ràpid i guions humorístics i desconcertants. Va ser sobrenomenat "Tintoretto" pel seu avi, per la qual cosa va usar "Tinto" com a nom artístic.

## Carrera

### Etapa avantguardista
En els anys 1960 i 1970, Brass era considerat un prometedor director experimental i avantguardista, i la seva primera pel·lícula, Chi lavora è perduto (In capo al mondo), va obtenir crítiques molt favorables després de la seva projecció al Festival de Cinema de Venècia de 1963. En 1964 l'escriptor Umberto Eco li va encarregar la creació de dos curtmetratges experimentant amb llenguatge visual per a la 13a Triennal de Milà: Tempo Libero i Tempo Lavorativo. Al llarg de la dècada de 1960 i principis de la dècada de 1970, Brass va dirigir pel·lícules en molts gèneres, inclosos el western amb Yankee i el crim policíac amb Col cuore in gola, tots utilitzant un estil d'edició i càmera molt experimental. El 1968 Paramount Pictures li va oferir a Brass la tasca de dirigir La taronja mecànica, la qual cosa no va succeir a causa de conflictes de programació. La cinta finalment va ser dirigida per Stanley Kubrick, amb Malcolm McDowell interpretant a Alex DeLarge. En un article sobre el rodatge de la pel·lícula Dropout de 1970, Brass va ser anomenat l'"Antonioni dels anys 1970". La seva primera etapa com a cineasta ha estat descrita com a "rebel, anàrquica i experimental".
La seva pel·lícula L'urlo es va presentar en competència al Festival de Cinema de Berlín 1970. La vacanza, protagonitzada per Vanessa Redgrave i Franco Nero, va guanyar el premi dels crítics cinematogràfics a la millor pel·lícula italiana al Festival de Cinema de Venècia de 1971. En 1972, Brass va ser nomenat membre del jurat en la 22a edició del Festival Internacional de Cinema de Berlín.

### Cinema eròtic
Després de l'estrena de Saló Kitty i Calígula, l'estil de les seves pel·lícules va canviar gradualment cap al cinema eròtic. Originalment se suposava que Calígula seria una sàtira del poder en lloc d'una pel·lícula eròtica, però els productors van reeditar la pel·lícula completament sense el consentiment de Brass, eliminant moltes escenes polítiques i còmiques i afegint escenes de sexe explícit. Brass, molest per aquest fet, va exigir que el seu nom fos eliminat dels crèdits, per la qual cosa només se li acredita en el rodatge. Malgrat això, la pel·lícula continua sent la seva obra més vista (i la pel·lícula italiana més taquillera llançada als Estats Units). La pel·lícula li va guanyar fama gràcies sobretot al seu tractament històric del sexe en la Roma antiga.
Altres obres notables d'aquest període de Brass inclouen La chiave, Paprika i Senso '45. En la dècada de 1990 la seva obra al cinema eròtic va ser molt prolífica, dirigint produccions com Così fan tutte (1992), L'uomo che guarda (1994) i Monella (1998). Va continuar realitzant pel·lícules fins i tot en la dècada de 2000, quan tenia més de 70 anys. El 2002, la Cinémathèque Française li va dedicar un homenatge titulat Eloge de la chair. Tres anys després va dirigir Monamour, el seu primer llargmetratge en alta definició.

## Estil

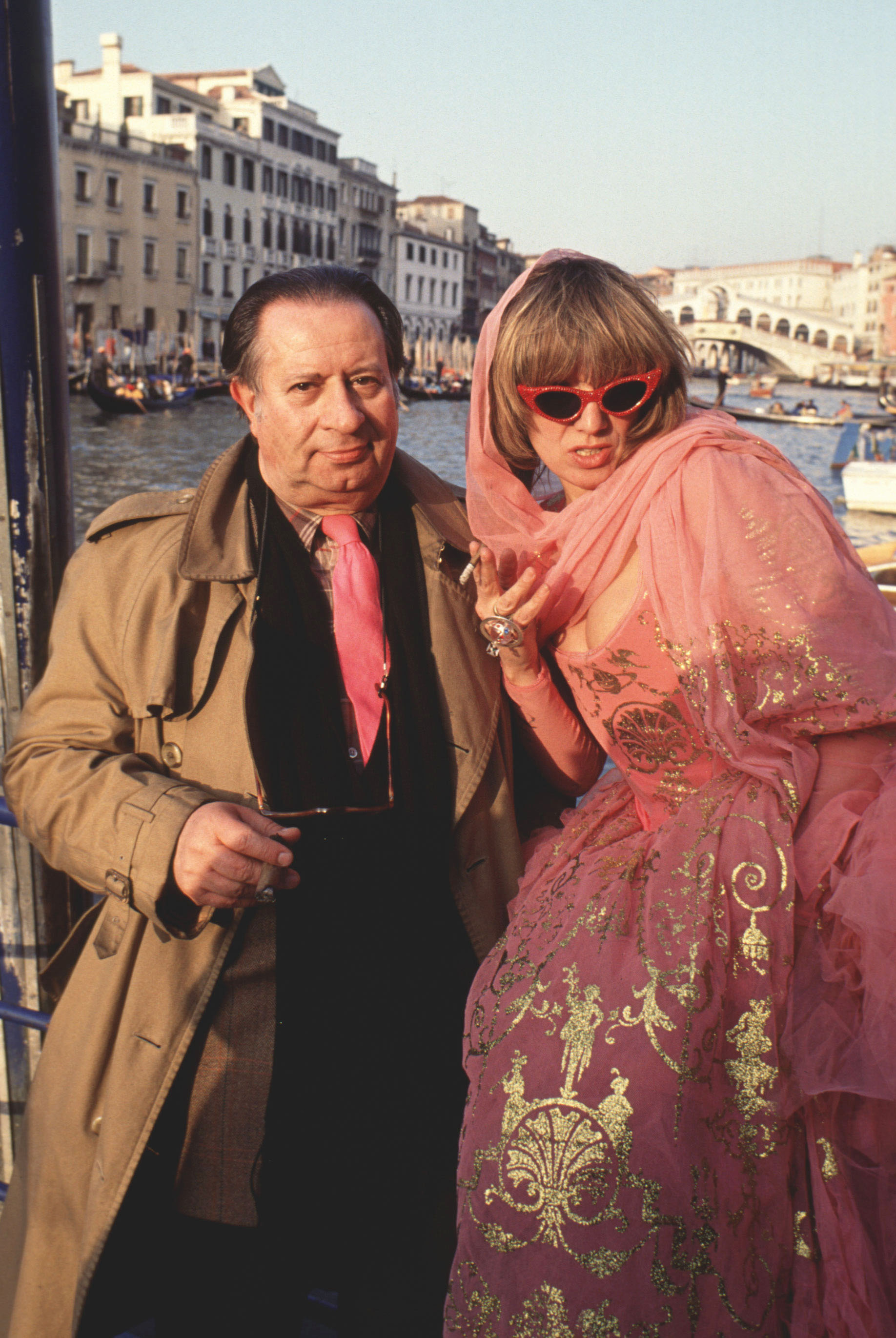
Brass amb l'estilista Fiorella Mancini a Venècia.

Les pel·lícules de Brass des de les seves primeres obres segueixen un estil impressionista, tendeixen a no mostrar paisatges immensos, sinó fragments de l'escenari i personatges i objectes perifèrics a través d'acostaments, imitant així com l'espectador podria veure els esdeveniments si estigués realment present. Això també li fa a les pel·lícules un ritme extraordinàriament ràpid. Sovint usa un mètode de tret multicam amb almenys tres càmeres funcionant alhora, cadascuna enfocada en una situació diferent.
Des de Saló Kitty de 1976, els miralls tenen un paper important en el disseny del decorat. A vegades fins i tot arriba a començar una escena amb un pla de mirall, després es dirigeix a l'acció que es reflecteix i li dona una sensació de desorientació. Les seves pel·lícules eròtiques, especialment La chiave, Miranda i Così fan atutte, sovint accentuen aspectes de l'anatomia femenina com les natges protuberants i el borrissol púbic i de les axil·les.
Les pel·lícules de Brass en la dècada de 1980 i principis de la de 1990 van ser principalment adaptacions d'obres literàries famoses, generalment en el gènere eròtic, com La chiave (basada en la novel·la de Jun'ichirō Tanizaki), Miranda (basada en La locandiera de Carlo Goldoni), Capriccio (basada en la novel·la Le lettere da Capri de Mario Soldati), Snack Bar Budapest (basada en la novel·la de Marco Lodoli i Silvia Bre), Paprika (basada en la novel·la eròtica Fanny Hill de John Cleland) i L'uomo che guarda (basada en L'uomo che guarda d'Alberto Moravia); mentre que la pel·lícula 2002 Senso '45 és una adaptació de la pel·lícula Senso, prèviamente filmada por Luchino Visconti.
Moltes de les obres de Brass van ser qualificades com a drama d'època durant la Segona Guerra Mundial (Saló Kitty i Senso '45, ambientades a Berlín i Assolo respectivament), a la Itàlia postbèl·lica (Miranda i Capriccio), a Itàlia abans de la guerra (La clau) i a la Itàlia de 1950 (Els bordells de Paprika i Monella).
Al llarg de la seva carrera ha treballat amb actors tan prestigiosos com Alberto Sordi, Silvana Mangano, Monica Vitti, Stefania Sandrelli, Giancarlo Giannini, Jean-Louis Trintignant, Ewa Aulin, Tina Aumont, Vanessa Redgrave, Ingrid Thulin, Malcolm McDowell, Peter O'Toole, Helen Mirren, John Gielgud i Frank Finlay.

## Vida personal

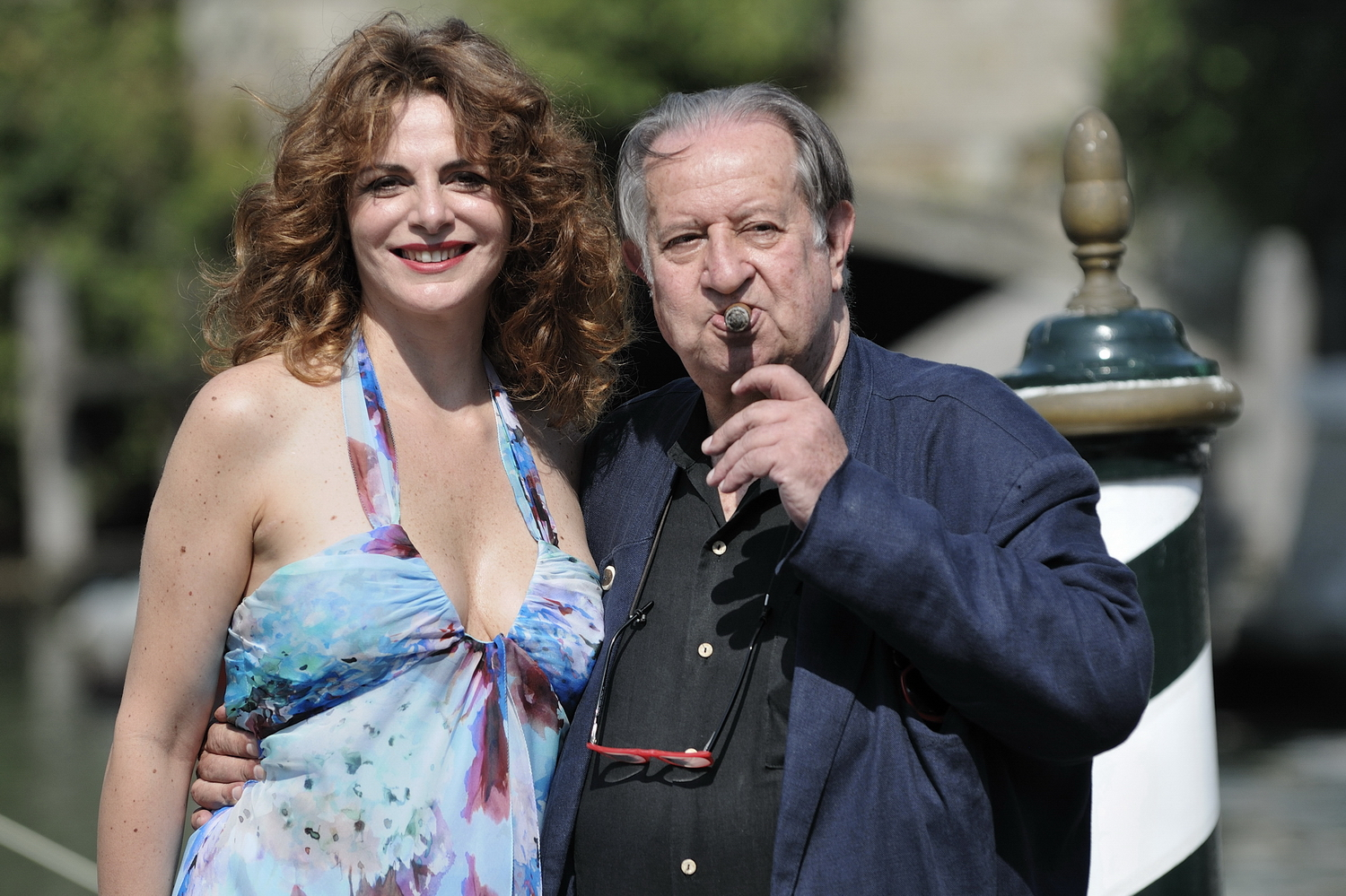
Amb Caterina Varzi en l'edició del 2009 del Festival Internacional de Cinema de Venècia.

El seu sobrenom "Tintoretto" (més tard escurçat a "Tinto") va ser donat pel seu avi Italico Brass, un famós pintor de Gorizia. Brass va estar casat amb Carla Cipriani ("Tinta") des de 1957 fins a la seva mort el 2006. Carla era filla del fundador del popular Harry's Bar, Giuseppe Cipriani. La parella va tenir una filla, Beatrice, i un fill, Bonifacio. El cineasta ha manifestat el seu suport públic als Radicals Italians, un partit polític basat en la ideologia liberal, fundat el 14 de juliol de 2001 amb Daniele Capezzone com el seu primer secretari.
El diumenge 18 d'abril de 2010, Negre va sofrir una hemorràgia intracranial. Les primeres proves que se li van realitzar van indicar que l'hemorràgia no va assolir grans dimensions. Curiosament, Bonifacio, fill del cineasta, va desmentir que el seu pare hagi sofert aquesta hemorràgia, afirmant que es va traslladar a l'hospital de Vicenza per a sotmetre's a una sèrie de controls mèdics.

## Filmografia
- Spatiodynamisme (curtmetratge) (1960)
- Chi lavora è perduto (In capo al mondo) (1963)
- Ça ira, il fiume della rivolta (1964) - documental
- La mia signora (1964) - episodis "L'uccellino" i "L'automobile"
- Il disco volante (1964)
- Yankee (1966)
- Col cuore in gola (1967)
- L'urlo (1968)
- Nerosubianco (1969)
- Dropout (1970)
- La vacanza (1971)
- Saló Kitty (1975)
- Calígula (1979)
- Action (1979)
- La chiave (1983)
- Miranda (1985)
- Capriccio (1987)
- Snack Bar Budapest (1988)
- Paprika (1991)
- Così fan tutte (1992)
- L'uomo che guarda (1994)
- Fermo posta Tinto Brass (1995)
- Monella (1998)
- Tra(sgre)dire (2000)
- Senso '45 (2002)
- Fallo! (2003)
- Monamour (2005)
- Hotel Courbet (2009) - curtmetratge

## Llibres
- Francesco Longo e Tinto Brass, Col cuore in gola, Panda, 1967
- Riccardo Bernardini e Tinto Brass, Donne fatali, Neo Noir, Stampa Alternativa, 1995
- Monella, la storia di un'iniziazione amorosa, Marsilio, 1998
- Senso 45, Gremese, 2002
- Tinto Brass e Mario Gagliardotto, Il cinema secondo Brass, Il fiorino, 2005
- Elogio del culo, Pironti, 2006
- Elogio della donna erotica, Pironti, 2008
- Tinto Brass e Caterina Virzì, Madame Pipì, Bompiani, 2014